# Châteaux (timbre de Belgique)
Pour les articles homonymes, voir Château (homonymie) et Châteaux (timbre).
Les Châteaux sont des timbres-poste belge d'usage courant au profit notamment des Antituberculeux et de Solidarité.
« La philatélie thématique est l'une des trois façons principales de collectionner des timbres-poste et d'autres documents philatéliques et postaux. Elle consiste à rassembler ces derniers s'ils ont un rapport avec un thème particulier, puis à les organiser pour une présentation publique ou une conservation dans un but encyclopédique. »

## Liste exhaustive

### Les séries

#### La série de1930
Cette série comprend 7 valeurs.
10c et 25c: héliogravure de Jean Malvaux
40c au 5F : dessin et gravure: Jean De Bast
- 10c + 5c Bornem
- 25c + 15c Wijnendaele
- 40c + 10c Beloeil
- 70c + 15 Oydonck
- 1F + 25c Gand
- 1,75 + 25c Bouillon
- 5F + 5F Gaesbeek[2]

#### La série de1951
Cette série comprend 8 valeurs dont 4 représentant des châteaux.
Dessins : William Goffin. Gravure : Léon Janssens
- 1,75 + 75c Beersel
- 3F + 1F Horst
- 4F + 2F Lavaux-Sainte-Anne
- 8F + 4F Vèves

#### La série de1985
Cette série comprend 4 valeurs. Dessins : Oscar Bonnevalle. Gravure : 9F et 50F : Jean de Vos ; 12F et 23F : Constant Spinoy.
- 9F + 2F Trazegnies
- 12F +3F Laerne
- 23F + 5F Turnhout
- 50F + 12F Colonster à Angleur

#### La série de1987
Cette série comprend 4 valeurs. Dessins : Oscar Bonnevalle. Gravure : 9F et 26F: Charles Leclercqz ; 13F et 50F : Jean de Vos.
- 9F + 2F Rixensart
- 13F + 3F Westerlo
- 26F + 5F Fallais
- 50F + 12F Gaasbeek

#### La série de1993
et également, Tourisme
- 15F Château de La Hulpe
- 15F Château de Cortewalle à Beveren
- 15F Château de Jehay
- 15F Château d'Arenberg à Heverlee
- 15F Château de Raeren

#### La série de2002
- 0,42 € Écaussinnes-Lalaing
- 0,42 € Oydonck
- 0,42 € Corroy
- 0,42 € Commanderie d'Alden Biesen
- 0,42 € Château de Modave
- 0,42 € Horst
- 0,42 € Chimay
- 0,42 € Loppem
- 0,42 € Reinhardstein
- 0,42 € Wissekerke

### Autres

#### 1952
- 40F + 10F Château de Beaulieu[Lequel ?]
- 3F + 1,50 Château de Burg-Reuland

#### 1953
- 1,20F + 30C Château Fort de Bouillon (919)

#### 1955
- 2,50F Château des comtes à Gand (962)

#### 1962
- 40c + 10c Château des comtes à Male (1150)

#### 1967
- 1F Château de Spontin

#### 1971
- 3,50 +1,50 Château d'Attre
- 7F + 3F Château de Ruebens à Elewijt
- 10F + 5F Palais royal de Bruxelles

#### 1973
- 4F Château de Chimay

#### 1976
- 5F Château d'Ham-sur-Heure

#### 1979
- 8F + 3F Château de Beauvoorde

#### 1981
- 6F Château d'Egmont à Zottegem

#### 1986
- 13F Viroinval - Château Licot à Nismes
- 13F La Calamine - Château d'Eynebourg

#### 1989
- 9F Château de Logne - Vieuxville
- 13F Château d'Antoing

#### 1992
- 15F Commanderie d'Alden Biesen

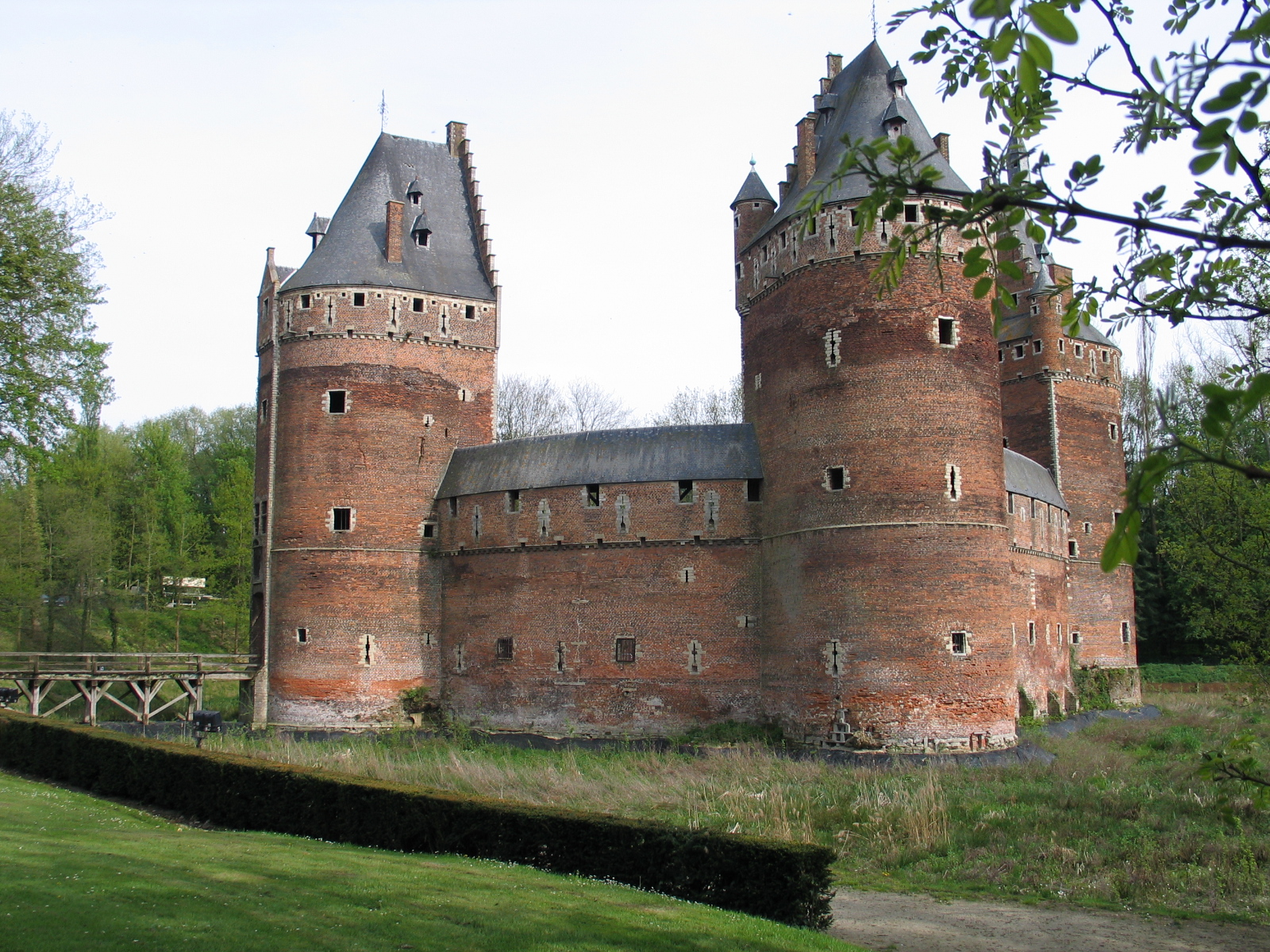
Château de Beersel.
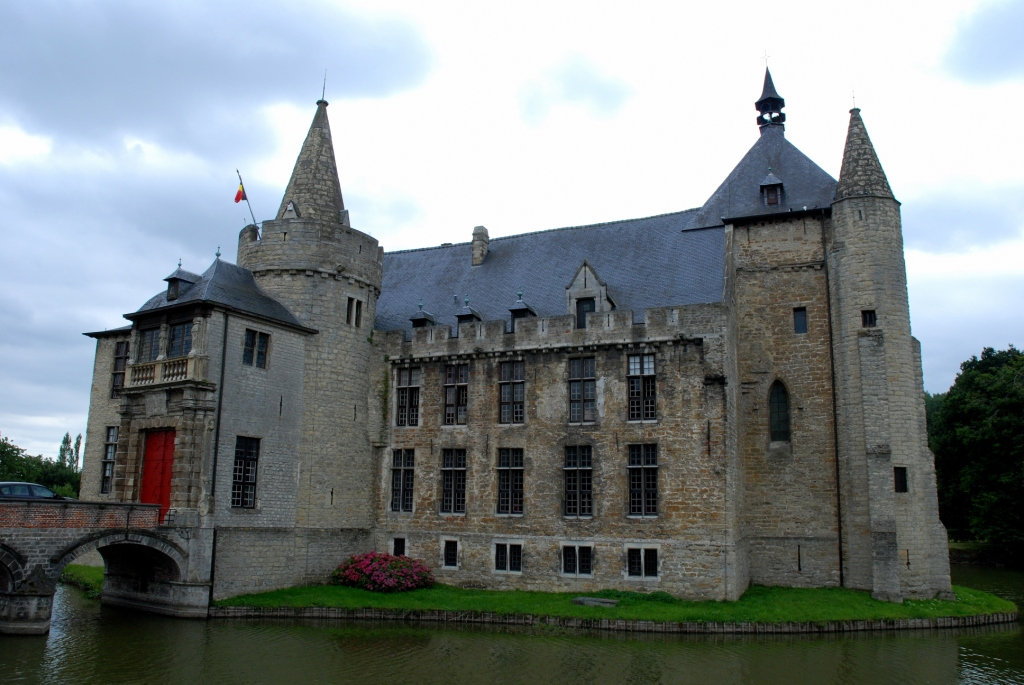
Château de Laerne.
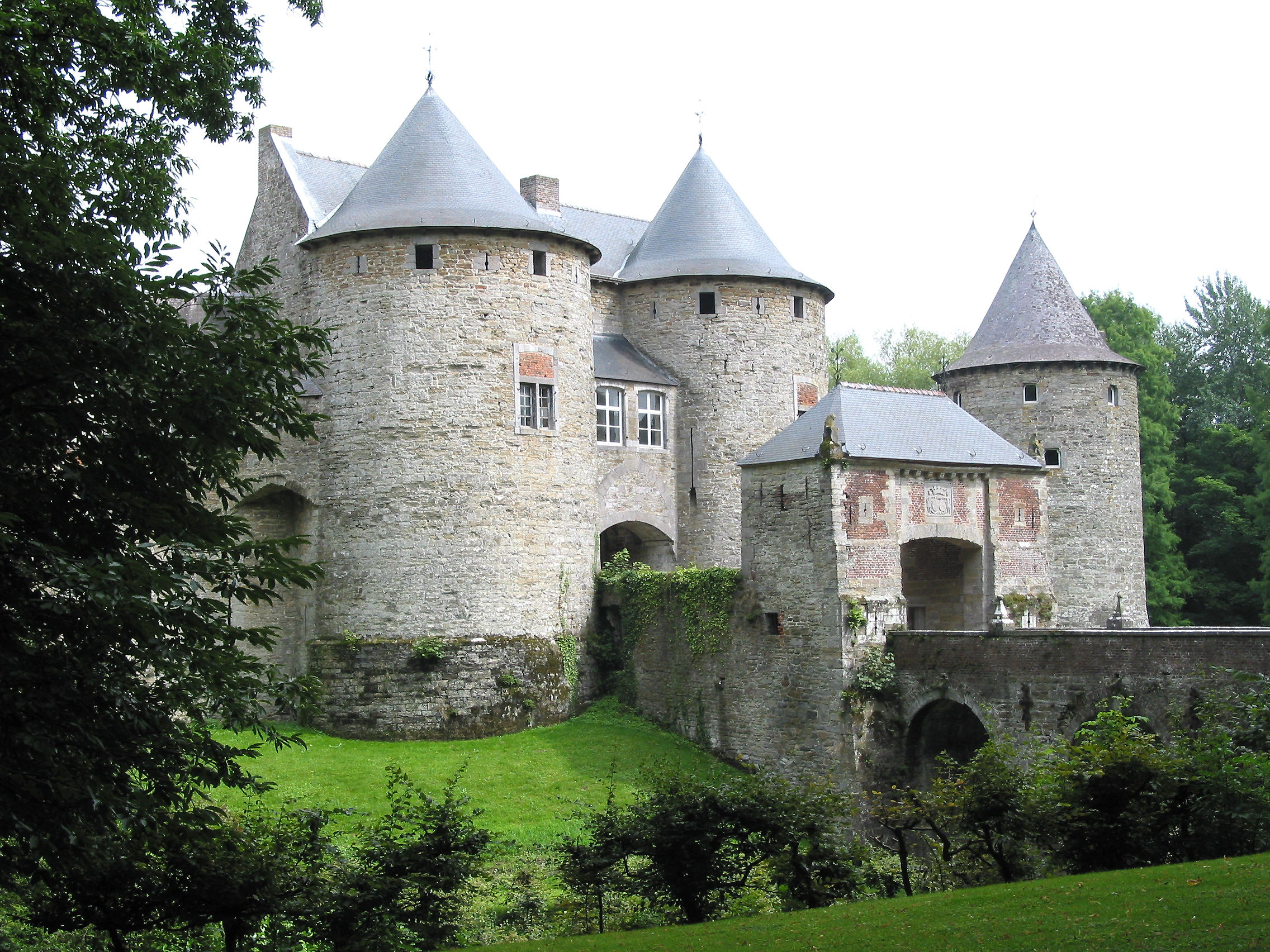
Château de Corroy-le-Château.